# Nepalomyia baliensis
Nepalomyia baliensis är en tvåvingeart som beskrevs av Yang, Saigusa och Kazuhiro Masunaga 2004. Nepalomyia baliensis ingår i släktet Nepalomyia och familjen styltflugor.
Artens utbredningsområde är Bali. Inga underarter finns listade i Catalogue of Life.